# Cantone di Avord
Il Cantone di Avord è una divisione amministrativa dell'arrondissement di Bourges.
È stato costituito a seguito della riforma approvata con decreto del 21 febbraio 2014, che ha avuto attuazione dopo le elezioni dipartimentali del 2015.

## Composizione
Comprende i 35 comuni di:
- Argenvières
- Avord
- Baugy
- Beffes
- Bengy-sur-Craon
- La Chapelle-Montlinard
- Charentonnay
- Chassy
- Chaumoux-Marcilly
- Couy
- Crosses
- Étréchy
- Farges-en-Septaine
- Garigny
- Groises
- Gron
- Herry
- Jussy-Champagne
- Jussy-le-Chaudrier
- Laverdines
- Lugny-Champagne
- Marseilles-lès-Aubigny
- Moulins-sur-Yèvre
- Nohant-en-Goût
- Osmoy
- Précy
- Saint-Léger-le-Petit
- Saint-Martin-des-Champs
- Saligny-le-Vif
- Sancergues
- Savigny-en-Septaine
- Sévry
- Villabon
- Villequiers
- Vornay